# Gurre-Lieder
Die Gurre-Lieder sind ein Oratorium für fünf Gesangssolisten, Sprecher, Chor und großes Orchester von Arnold Schönberg. Das als ein letzter Gipfelpunkt der Spätromantik angesehene Werk entstand von 1900 bis 1903 (mit anschließender Orchestrierung bis 1911) und gelangte am 23. Februar 1913 in Wien zur Uraufführung und gilt neben Verklärte Nacht als das bedeutendste tonale Werk Schönbergs.

## Vorlage

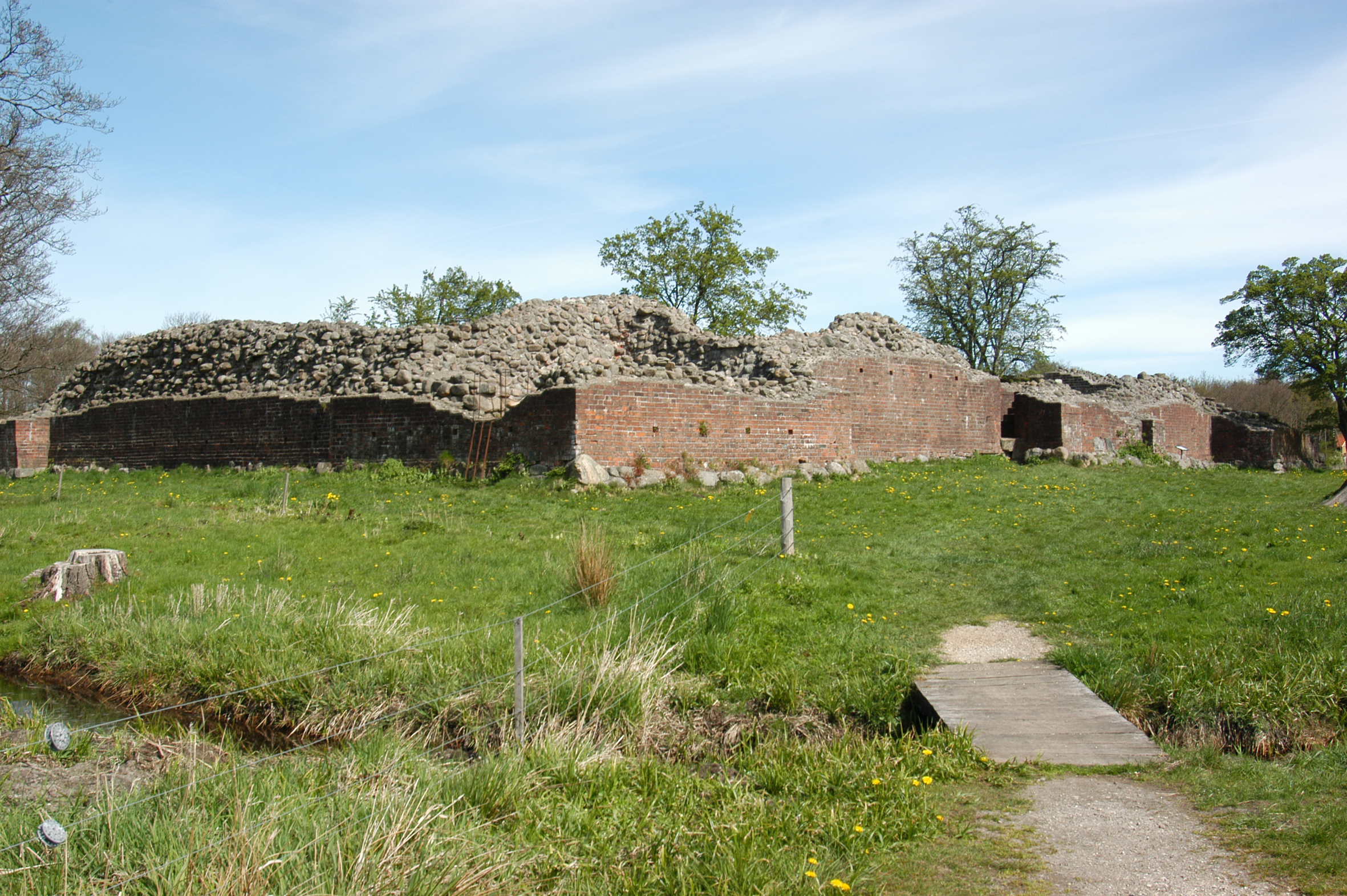
Ruine des Schlosses Gurre

Die Textdichtung stammt von dem dänischen Schriftsteller Jens Peter Jacobsen, sie wurde von Robert Franz Arnold ins Deutsche übersetzt und hat die mittelalterliche Liebestragödie zwischen König Waldemar Atterdag (1320–1375) und dessen Geliebter Tove sowie deren Ermordung durch Königin Helwig von Schleswig zum Inhalt (historisch wird diese Legende im Zusammenhang mit Waldemar I. gesehen). Der Titel Gurre-Lieder bezieht sich auf das Schloss Gurre in Nord-Seeland in Dänemark, mittlerweile eine Burgruine. Es ist in Jacobsens Gedichten der Ort der Tragödie.
Die Geschichte um König Waldemar und seiner Geliebten Tove, die schließlich von der eifersüchtigen Königin ermordet wird, lässt sich bis ins Mittelalter zurückverfolgen und gehört in verschiedenen Versionen zum nationalen Sagengut Dänemarks. Der Stoff erfuhr im Lauf der Zeit mehrere Veränderungen, unter anderem durch konkrete Ortszuschreibungen sowie die Vorstellung vom nach dem Tod ruhelos umherschweifenden König. In weiterer Folge wurde die Erzählung auf den 1375 auf Schloss Gurre verstorbenen König Waldemar IV. projiziert. Diese Fassung der tragischen Liebesgeschichte inspirierte den jungen dänischen Geschichtsstudenten Jens Peter Jacobsen 1868 zum Gedichtzyklus „Gurresange“. Der Dichter setzte sich intensiv mit religiösen Fragen auseinander und wendete sich schließlich vom Christentum ab und dem Darwinismus zu, was insbesondere in den Gegensatzpaaren Natur – Gott, Liebe – Tod zum Tragen kommt.

## Entstehungsgeschichte
Von der 1899 erschienenen deutschen Übersetzung des „Gurresange“ war Schönberg sofort begeistert. Hier fand er sich und seine Weltsicht wieder. Er konzipierte einen klavierbegleiteten Liederzyklus – bestehend nur aus den ersten neun Liedern der späteren Fassung – für einen im Januar 1900 ausgeschriebenen Lieder-Wettbewerb der Wiener Tonkünstlersozietät; mit starken Bezügen auf das Werk Richard Wagners und Richard Strauss’. Laut Schönberg wurde das Stück erst eine halbe Woche nach dem Abgabetermin fertig. Alexander Zemlinsky, Schönbergs Lehrer und Freund, überlieferte hingegen: „Schönberg, der sich um den Preis bewerben wollte, komponierte einige wenige Lieder nach Gedichten von Jacobsen. Ich spielte sie ihm vor (Schönberg spielte bekanntlich nicht Klavier). Die Lieder waren wunderschön und wirklich neuartig, aber beide hatten wir den Eindruck, daß sie gerade deshalb wenig Aussicht für eine Preisbewerbung hätten.“ Schönberg reichte jedenfalls seine Komposition nicht ein und baute sie zu einem dreiteiligen Oratorium für Gesangs- und Sprechsolisten, großen Chor und Orchester aus, indem er das Orchesterzwischenspiel sowie den Gesang der Waldtaube hinzufügte und diesen Teil 1 um die Teile 2 und 3 ergänzte. Er schrieb diese nun monumentale Kantate weitgehend innerhalb von zwei Jahren; den ersten und zweiten Teil sowie weite Strecken des dritten Teils im März 1900, den Rest im März des Folgejahres. Zwischen 1901 und 1903 arbeitete er an der Instrumentation, die er bis zum zweiten Lied in Teil 3 voranbrachte.
Danach griff er die Komposition erst ganze sieben Jahre später wieder auf. Eine Motivation hierfür gab ihm eine Aufführung des ersten Teils mit Gesang und Klavier im Rahmen eines Schönberg-Abends. Schönbergs Schüler Anton Webern hatte dazu eine Fassung der Orchestervor- und -zwischenspiele für zwei Klaviere zu je vier Händen erstellt. Die Aufführung am 14. Januar 1910 war ein Erfolg, und die Anwesenden – unter ihnen Franz Schreker, Dirigent der späteren Uraufführung, und der Musikverleger Emil Hertzka – drängten Schönberg, die Arbeit zum Abschluss zu bringen. Die Fertigstellung und Orchestrierung dauerte dann von Juli 1910 bis November 1911. Mit einem klavierbegleiteten Liedzyklus hatte das Ergebnis nichts mehr zu tun: fünf Gesangssolisten, ein Sprecher, ein achtstimmiger Chor und ein überaus opulent besetztes Orchester sind erforderlich, insgesamt über 250 Künstler.
Die Gurre-Lieder sind Schönbergs Frühwerk zuzuordnen. Im Entstehungszeitraum schritt Schönberg zur Atonalität weiter und hatte zum Zeitpunkt der Fertigstellung den spätromantischen Stil der Lieder bereits aufgegeben. Seine ersten als atonal zu bezeichnenden Stücke, die beiden ersten Streichquartette und die 1. Kammersinfonie (1906, UA 1907), gelangten bereits vor dem Abschluss der Orchestrierung der Gurre-Lieder zur Aufführung. Er empfand das Werk als Dokument eines Kompositionsstiles und einer Geisteshaltung, der er mittlerweile ferne stand, ohne dass sie deshalb an Bedeutung verlor: „Das Werk erklärt alles, was später kommen musste.“ Der spät fertiggestellte dritte Teil weist bereits in die Zukunft der Neuen Musik.

## Werkbeschreibung

### Gliederung
Das Werk ist in drei Teile gegliedert.
Der etwa 60 min dauernde Teil 1 dreht sich um die Liebesbeziehung von Waldemar und Tove. Liebesleid und Todesahnung sind in neun Liedern für Solo-Tenor und -Sopran mit Orchesterbegleitung thematisiert. Ein langes Orchesterzwischenspiel leitet zum Gesang der Waldtaube über, die von Toves Tod und Waldemars Trauer berichtet. In einem nur etwa 5 Minuten kurzen Teil 2 klagt Waldemar über sein Unglück und hadert gotteslästerlich. Der etwa 45 Minuten lange Teil 3 schildert, wie Waldemar und seine Mannen (Männerchor) zur Strafe für die Gotteslästerung als Untote („wilde Jagd“) nächtens umgehen müssen. Waldemar klagt über den Verlust von Tove. Mit dem Sonnenaufgang kehren die Geister in die Gräber zurück und ein von einem Sprecher geschildertes Melodram um den aufkommenden Sommerwind mündet in den die Sonnenrückkehr bejubelnden Schlusschor.
Die Teile 1 und 2 knüpfen in Stil und Ausführung an Richard Wagner an. Teil 3 hingegen verwendet die reduzierte Orchestrierung und die kaleidoskopartigen Zwiegespräche kleinerer Instrumentengruppen, wie sie von Gustav Mahler in seinen späteren Symphonien verwendet wurden. In „Des Sommerwindes wilde Jagd“ setzt Schönberg erstmalig die Technik des Sprechgesangs ein, wie auch etwa ein Jahr später 1912 im dann schon atonalen Pierrot Lunaire.
Teil 1
1. Orchestervorspiel
2. Nun dämpft die Dämm’rung (Waldemar)
3. O, wenn des Mondes Strahlen (Tove)
4. Roß! Mein Roß! Was schleichst du so träg! (Waldemar)
5. Sterne jubeln, das Meer, es leuchtet (Tove)
6. So tanzen die Engel vor Gottes Thron nicht (Waldemar)
7. Nun sag ich dir zum ersten Mal (Tove)
8. Es ist Mitternachtszeit (Waldemar)
9. Du sendest mir einen Liebesblick (Tove)
10. Du wunderliche Tove! (Waldemar)
11. Orchesterzwischenspiel
12. Tauben von Gurre! (Waldtaube)

Teil 2
Herrgott, weißt du, was du tatest (Waldemar)
Teil 3
1. Erwacht, König Waldemars Mannen wert! (Waldemar)
2. Deckel des Sarges klappert und klappt (Bauer)
3. Gegrüßt, o König, an Gurre-Seestrand! (Waldemars Mannen)
4. Mit Toves Stimme flüstert der Wald (Waldemar)
5. Ein seltsamer Vogel ist so’n Aal (Klaus-Narr)
6. Du strenger Richter droben (Waldemar)
7. Der Hahn erhebt den Kopf zur Kraht (Waldemars Mannen)
8. Des Sommerwindes wilde Jagd (Orchesterzwischenspiel)
9. Herr Gänsefuß, Frau Gänsekraut (Sprecher)
10. Seht die Sonne farbenfroh am Himmelssaum (Gemischter Chor)

### Inhalt
Teil 1
Der erste Teil setzt sich aus einem Orchestervorspiel, neun Liedern Waldemars und Toves, einem längeren Zwischenspiel und dem „Lied der Waldtaube“ zusammen. Die neun Lieder behandeln die heimliche Liebe zwischen dem dänischen König Waldemar und dem schönen Mädchen Tove (Taube), auf Schloss Gurre der Insel Seeland. Sie sind als in sich geschlossene Einzellieder mit zwischengeschalteten Überleitungen ausgeführt. Die Lieder 1 und 2 geben Naturstimmungen Toves als „Abglanz nur der Gottesträume“ wieder. Waldemar reitet im Lied 3 sehnsüchtig nach Schloss Gurre, wo Tove ihn erwartet (Lied 4). Vereint besingen der König und das Mädchen in inniger Hingabe ihre tiefe Liebe in den Liedern 5 und 6. Jedoch plagen Waldemar Todesgedanken und düstere Ahnungen (Lied 7) und mit „Und unsel’ge Geschlechter / Stehn auf aus vergessnen, eingesunknen Gräbern“ weist der Text auf die „wilde Jagd“ der Untoten im dritten Teil. Tove teilt des Königs Düsternis nicht, sondern glaubt an einen ewigen Kreislauf allen Seins (Lied 8). Mit ihrer Liebe will sie dem Tod trotzen: „Denn wir gehn zu Grab / Wie ein Lächeln, ersterbend / Im seligen Kuss!“ Durch diese Zuversicht verschafft Tove Waldemar im Lied 9 Ruhe und Frieden („Und meine Seele ist still / Ich seh in dein Aug und schweige.“). Nach einem langen Orchesterzwischenspiel wechselt die Erzählebene. Die Dialogform der Lieder wird nun von der Erzählung der Waldtaube abgelöst, die hier die Funktion eines Todesboten hat. Sie berichtet, dass die eifersüchtige Königin Helwig, Waldemars Ehefrau, die Nebenbuhlerin Tove töten ließ („Helwigs Falke war’s, der grausam / Gurres Taube zerriss!“). Diesen Mord hatte das vorangegangene Orchesterzwischenspiel instrumental dargestellt. Balladenhaft und eigene Trauer nicht verbergend beschreibt die Waldtaube Toves Tod („Tot ist Tove! Nacht auf ihrem Auge“), den Trauerzug („Den Sarg sah ich auf Königs Schultern“) und die Verzweiflung des Königs („Doch des Königs Herz schlägt wild / Tot und doch wild!“). Der Text nimmt damit erneut Bezug auf die „wilde Jagd“ des dritten Teils.
Teil 2
Waldemar zürnt Gott, weil dieser den Mord an Tove geschehen ließ, und versteigt sich zu Gotteslästerung und dem Fluch: „Falsche Wege schlägst du ein: / Das heißt wohl Tyrann, nicht Herrscher sein!“ Spöttisch bietet sich Waldemar Gott als Hofnarr an.
Teil 3
Dieser Teil ist aus Sololiedern und Chorstücken zusammengesetzt, wobei die Frauenstimmen erst mit dem letzten Stück einsetzen. Der König muss seine Gotteslästerung büßen und findet deshalb nach seinem Tod keine Ruhe. Er und sein Gefolge sind dazu verdammt, „eine jede Nacht bis zum jüngsten Tag“ aus ihren Gräbern zu steigen und in „wilder Jagd“ umherzureiten. So verbreiten sie Furcht und Schrecken unter der Landbevölkerung, die versucht, sich durch das Schlagen „dreier heiliger Kreuze“ zu schützen (Lied des Bauern). Waldemar empfindet während des nächtlichen Rittes Sehnsucht nach der toten Tove: „Es jagen die Sinne, sie zu fassen, / Gedanken kämpfen nach ihrem Bilde.“ In schärfstem Kontrast zu diesem Trauergesang und nach einem mächtigen Männerchor folgt wie ein skurriles Scherzo das Lied des Narren Klaus. Klaus findet wegen Waldemars Gotteslästerung ebenfalls keine Grabesruhe. Er kommentiert die Situation zuerst spöttisch, hofft aber dennoch am Jüngsten Tag in den Himmel aufgenommen zu werden. Im nächsten Lied fordert Waldemar von Gott nach dem „Auferstehn des Gebeins“ wieder mit Tove vereint zu werden; sonst würde er mit seiner „wilden Jagd“ ins Himmelreich eindringen. Bei Morgengrauen kehren Waldemars und seine Mannen in ihre Gräber zurück („O, könnten in Frieden wir schlafen!“) Auf die „wilde Jagd“ der toten Seelen folgt der Tag mit „des Sommerwindes wilde Jagd“. Ein Sprecher beschreibt im Melodram, wie der Sommerwind die Natur aufblühen lässt. Dieses Glück wird nochmals im abschließenden Sonnenhymnus „Seht, die Sonne!“ aufgegriffen. Hier singt erstmals der volle Chor mit Frauenstimmen. Die aufgehende Sonne erstrahlt die gesamte Natur. Damit erfüllt sich die Weltsicht Toves an die stete Wiederkehr allen Lebens.

## Rezeption

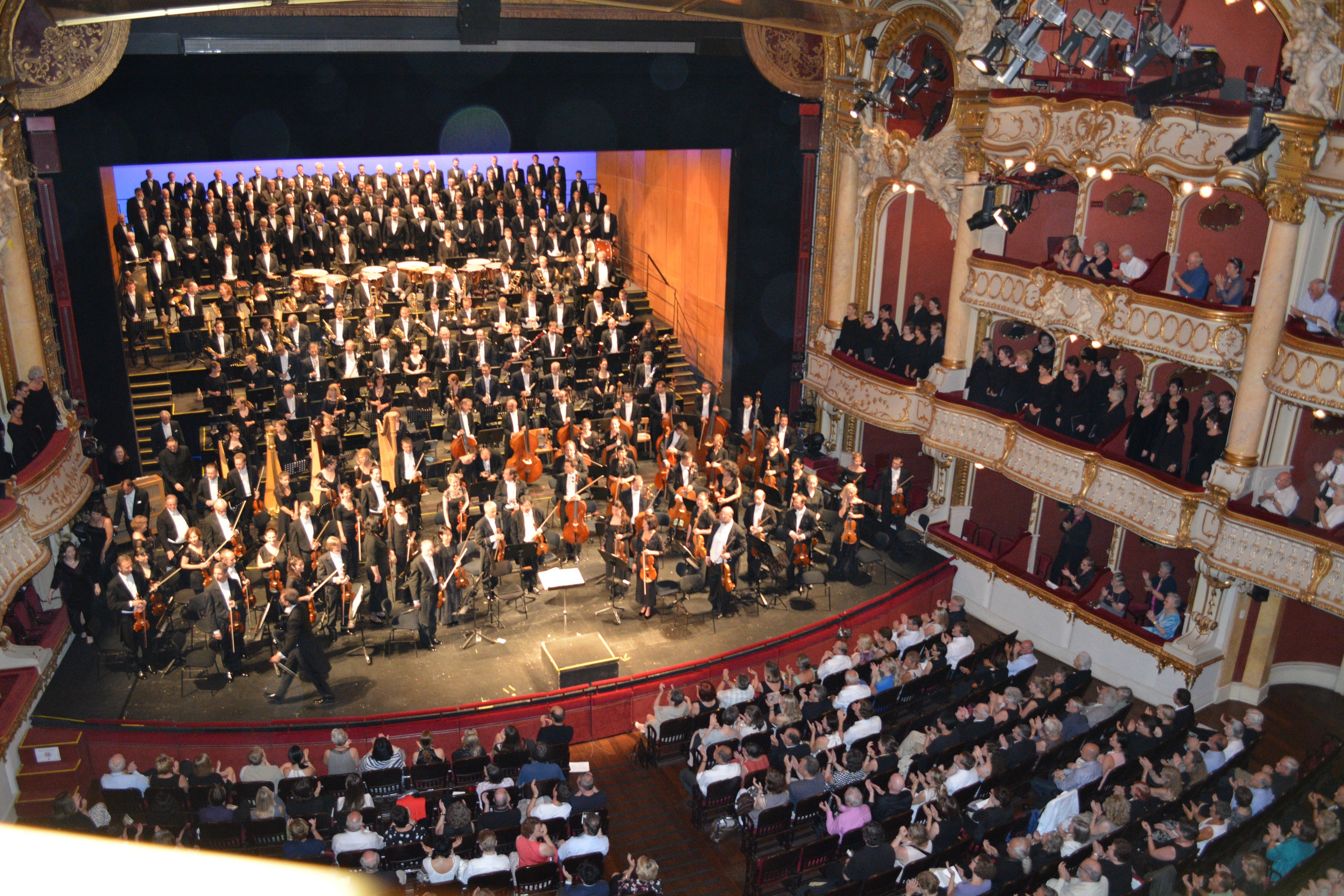
Aufführung der Gurre-Lieder im Opernhaus Graz 2013

Am 23. Februar 1913 kam das Werk im Wiener Musikverein mit dem Vorläuferorchester der Wiener Symphoniker unter der Leitung von Franz Schreker zur Premiere. Der Erfolg der Uraufführung war überwältigend. Schönbergs Schüler Anton Webern schrieb: „Welch ein Moment meines Lebens! Unvergesslich … Die Empfindung dieses brausenden Klanges regt mich auf zum Vergehen …“. Schönberg war über Stil und Charakter seines Werks nicht mehr glücklich, ebenso wenig über die positive Aufnahme des aus seiner Sicht veralteten Stücks, nachdem jüngere Stücke scharfe Ablehnung bis zum Skandal erfahren hatten. Er präsentierte sich nicht dem Publikum, in dem seine bislang schärfsten, nun aber begeisterten Kritiker saßen, sondern verbeugte sich mit dem Rücken zu den Zuhörern nur vor den Musikern.
Die Gurre-Lieder werden als ein letzter Gipfelpunkt der spätromantischen Musik betrachtet und als gigantisch dimensionierte und formal kaum kategorisierbare Mischung aus Oratorium, Liederzyklus, Symphonie, Kantate und Oper eingestuft. Aufgrund des großen Aufwands werden sie eher selten aufgeführt.

## Diskografie
- Jeanette Vreeland, Rose Bampton, Paul Althouse, Abrasha Robovsky; Benjamin De Loache – Leopold Stokowski – Philadelphia Orchestra, 9. und 11. April 1932
- Ferry Gruber, Morris Gesell, Richard Lewis, Nell Tangeman, John Riley – René Leibowitz – Paris New Symphony Society Orchestra, 1953
- Inge Borkh (Tove), Hertha Töpper (Waldtaube), Lorenz Fehenberger, Kieth Engen, Hans Herbert Fiedler – Rafael Kubelík – Sinfonieorchester des Bayerischen Rundfunks, 1965
- Martina Arroyo, Alexander Young, Janet Baker, Odd Wolstad, Niels Møller, Julius Patzak – János Ferencsik – Danish State Radio Symphony Orchestra, Danish State Radio Chorus, 1974
- Marita Napier, Yvonne Minton, Kenneth Bowen, Jess Thomas, Siegmund Nimsgern – Pierre Boulez – BBC Symphony Orchestra, BBC Choral Society u. a., 1975
- Jessye Norman (Tove), Tatiana Troyanos (Waldtaube), James McCracken (Waldemar), Kim Scown (Klaus-Narr), David Arnold (Bauer), Werner Klemperer (Sprecher) – Seiji Ozawa – Tanglewood Chorus, Boston Symphony Orchestra, Boston 1979
- Eva-Maria Bundschuh (Tove), Rosemarie Lang (Waldvogel), Manfred Jung, Wolf Appel,  Ulrik Cold (Bauer), Gert Westphal (Sprecher) – Herbert Kegel – Dresdner Philharmonie und Mitglieder des Rundfunk-Sinfonie-Orchesters Leipzig, Rundfunkchor Berlin, Rundfunkchor Leipzig, Prager Männerchor, 1986
- Susan Dunn (Tove), Brigitte Fassbaender (Waldtaube), Siegfried Jerusalem, Hermann Becht, Hans Hotter (Sprecher) – Riccardo Chailly – Radio-Symphonie-Orchester Berlin, 1990
- Eva Marton, Florence Quivar, Gary Lakes, Hans Hotter, Jon Garrison, John Cheek – Zubin Mehta – New York Philharmonic, 1991
- Sharon Sweet, Marjana Lipovšek, Siegfried Jerusalem, Hartmut Welker, Barbara Sukowa – Claudio Abbado – Wiener Philharmoniker, Arnold Schönberg Chor, Slowakischer Philharmonischer Chor, Chor der Wiener Staatsoper, 1992
- Deborah Voigt (Tove), Jennifer Larmore (Waldtaube), Thomas Moser (Waldemar), Bernd Weikl (Bauer), Kenneth Riegel (Klaus-Narr), Klaus Maria Brandauer (Sprecher) – Giuseppe Sinopoli – Staatskapelle Dresden, Dresden 1996
- Karita Mattila (Tove), Anne Sofie von Otter (Waldtaube), Thomas Moser, Philip Langridge, Thomas Quasthoff – Simon Rattle – Berliner Philharmoniker, Ernst-Senff-Chor, Rundfunkchor Berlin, 2001
- Melanie Diener, Stephen O’Mara, Jennifer Lane, David Wilson-Johnson, Martyn Hill, Ernst Haefliger – Robert Craft – Philharmonia Orchestra, 2001
- Deborah Voigt (Tove), Mihoko Fujimura (Waldtaube), Stig Andersen (Waldemar), Herwig Pecoraro (Klaus-Narr), Michael Volle (Bauer und Sprecher) – Mariss Jansons – Symphonieorchester des Bayerischen Rundfunks, Chor des Bayerischen Rundfunks, MDR-Rundfunkchor, NDR-Chor, München 2009
- Simon O’Neill  (Waldemar), Dorothea Röschmann (Tove), Jamie Barton (Waldtaube), Josef Wagner (Bauer), Peter Hoare (Klaus-Narr), Thomas Quasthoff (Sprecher) – Simon Rattle – Symphonieorchester des Bayerischen Rundfunks, Chor des Bayerischen Rundfunks, MDR-Rundfunkchor, München 19./20. April 2024[11]